# Saison 2 de Happy Endings
Chronologie
Saison 1 Saison 3
Cet article présente le guide des épisodes de la deuxième saison de la série télévisée Happy Endings.

## Distribution

### Acteurs principaux
- Eliza Coupe : Jane Kerkovich Williams
- Elisha Cuthbert : Alex Kerkovich
- Zachary Knighton : Dave Rose
- Adam Pally : Max Blum
- Damon Wayans Jr. : Brad Williams
- Casey Wilson : Penny Hartz

### Invités
- Derek Waters (en) : Glaze[1] (épisode 1)
- Brandon Johnson : Daryl (épisodes 1 et 12)
- Megan Park : Chloe[2] (épisode 2)
- Nicole Gale Anderson : Madison No. 1[2] (épisode 2)
- Megan Mullally : Dana Hartz (épisodes 3 et 11)
- Seth Morris : Scotty (épisodes 3, 12 et 17)
- Larry Wilmore : Mr. Forristal[3] (épisodes 4 et 21)
- David Walton : Henry[4] (épisode 5)
- Fred Savage : lui-même[5] (épisode 6)
- Brent Musburger (en) : lui-même[6] (épisode 6)
- Rob Riggle : Drew[7] (épisode 8)
- Ken Marino : Richard[8] (épisode 10)
- Faith Prince (en) : Roz[9] (épisode 10)
- Michael McKean : « Big » Dave[10] (épisode 11)
- Ryan Hansen : Jeff[11] (épisode 12)
- James Wolk : Grant[12] (épisodes 13, 14 et 16)
- Colin Hanks : lui-même[13] (épisode 16)
- Mikaela Hoover : Jackie[14] (épisode 18)
- Gunnar Peterson (en) : the gym manager[9] (épisode 19)
- Stephen Guarino (en) : Derrick (épisodes 19 et 21)
- Mary Elizabeth Ellis : Daphne[15] (épisode 20)
- Brian Austin Green : Chris[16] (épisode 21)

## Épisodes

### Épisode 1:Blax, Snake, Home
- États-Unis /  Canada : 28 septembre 2011 sur ABC / Citytv[17]

- États-Unis : 7,25 millions de téléspectateurs[18] (première diffusion)

- Brandon Johnson (Daryl)
- Derek Waters (Glaze)
- Rand Holdren (Jeremy)
- Jane Morris (Mrs. Sarner)
- David Harris (en) (the neighbor guy)
- Hayden Lee (Steve)

### Épisode 2:Pas à pas
- États-Unis : 5 octobre 2011 sur ABC

- États-Unis : 6,7 millions de téléspectateurs[19] (première diffusion)

- Megan Park (Chloe)
- Nicole Gale Anderson (Madison No. 1)
- Laura Ortiz (Madison No. 2)

### Épisode 3:Maman débarque
- États-Unis : 12 octobre 2011 sur ABC

- États-Unis : 7,29 millions de téléspectateurs[20] (première diffusion)

- Megan Mullally (Dana)
- Angela de Silva (the hostess)
- Seth Morris (Scott)
- Mary Portser (tourist no. 1)
- Diane Sellers (tourist no. 2)
- Ron Lynch (tourist no. 3)
- Rusty Burns (tourist no. 4)

### Épisode 4:Secrets et limousines
- États-Unis : 19 octobre 2011 sur ABC

- États-Unis : 6,81 millions de téléspectateurs[21] (première diffusion)

- Brooke Newton (Christine)
- Noureen DeWulf (Molly)
- Larry Wilmore (Mr. Forristal)

### Épisode 5:Chair de poule
- États-Unis : 26 octobre 2011 sur ABC

- États-Unis : 8,33 millions de téléspectateurs[22] (première diffusion)

- Will Greenberg (A.J.)
- David Walton (Henry)
- Brock Charles (the kid)
- Marcus Folmar (the police officer)
- Matt Besser (Rick)
- Alice Macdonald (the sexy bumblebee)
- Nicole Foster Tomlinson (the sexy nun)
- Brian Tichnell (the store employee)
- Kasey Campbell (the teen)

### Épisode 6:Menteur, menteur
- États-Unis : 2 novembre 2011 sur ABC

- États-Unis : 7,62 millions de téléspectateurs[23] (première diffusion)

- Brent Musburger (lui-même)
- Fred Savage (lui-même)
- Stephen Schneider (Keith)
- Josh Casaubon (Liam)
- Jamie Anderson (Sara)
- Ian Wolterstorff (the young guy)

### Épisode 7:La guerre du code
- États-Unis : 16 novembre 2011 sur ABC

- États-Unis : 6,94 millions de téléspectateurs[24] (première diffusion)

- Riki Lindhome (Angie)
- Eddie Pepitone (Crazy Randy)
- Izzy Diaz (Hector)
- Hayes MacArthur (Steven)
- Angelique Cabral (Vanessa)

### Épisode 8:La petite robe pas noire
- États-Unis : 23 novembre 2011 sur ABC

- États-Unis : 7,11 millions de téléspectateurs[25] (première diffusion)

- Rob Riggle (Drew)
- Chryssie Whitehead (Janet)
- Mary Portser (Mary)
- Austin Kane (Django)
- Shyloh Oostwald (Rope)

### Épisode 9:Le père Noël est une...
- États-Unis : 7 décembre 2011 sur ABC

- États-Unis : 6,38 millions de téléspectateurs[26] (première diffusion)

- Gary Kraus (Gary)
- Jamie Denbo (Gita)
- Connor Rosen (Joey)
- Jessica Brown (Leila)
- Alastair Ferrie (the mugger)
- Gary Anthony Williams (Officer Jones)
- Sayeed Shahidi (Oliver)
- Nakia Syvonne (Oliver's mom)

### Épisode 10:Le psy, le pari, son rencard et son frère
- États-Unis : 4 janvier 2012 sur ABC

- États-Unis : 7,48 millions de téléspectateurs[27] (première diffusion)

- Ken Marino (Richard)
- Faith Prince (Roz)
- Nate Torrence (the slacker buddy)

### Épisode 11:Mon perroquet et nous
- États-Unis : 11 janvier 2012 sur ABC

- États-Unis : 6,68 millions de téléspectateurs[28] (première diffusion)

- Megan Mullally (Dana)
- Michael McKean (« Big » Dave)
- Ed Begley Jr. (lui-même)

### Épisode 12:Nouveau look pour une nouvelle vie
- États-Unis : 18 janvier 2012 sur ABC

- États-Unis : 6,05 millions de téléspectateurs[29] (première diffusion)

- Ryan Hansen (Jeff)
- Phil LaMarr (Phil)
- Seth Morris (Scotty)
- Eric Tiede (Tad)
- Steve Agee (Chad)
- Brandon Johnson (Daryl)
- Julie Brister (Denise)

### Épisode 13:Le massacre de la Saint-Valentin
- États-Unis : 8 février 2012 sur ABC

- États-Unis : 6,7 millions de téléspectateurs[30] (première diffusion)

- James Wolk (Grant)
- Wes Armstrong (Clark)
- Robert Torti (Dr Fred)
- Pam Trotter (Janine)
- Lindsey Kraft (Lindsay)
- Mo Mandel (Reed)

### Épisode 14:Tout le monde aime Grant
- États-Unis : 15 février 2012 sur ABC

- États-Unis : 5,44 millions de téléspectateurs[31] (première diffusion)

- James Wolk (Grant)
- Bunny Levine (Enid)
- Chasty Ballesteros (La fille sexy)
- David Rogers (Sean)

### Épisode 15:L'effet Effet papillon
- États-Unis : 22 février 2012 sur ABC

- États-Unis : 5,45 millions de téléspectateurs[32] (première diffusion)

### Épisode 16:Rêves et Cocktails
- États-Unis : 29 février 2012 sur ABC

- États-Unis : 5,94 millions de téléspectateurs[33] (première diffusion)

- Colin Hanks (lui-même)
- James Wolk (Grant)
- Paul Scheer (Avi)
- Matt McConkey (Beans)
- Kate Morgan Chadwick (the waitress)

### Épisode 17:La méthode Kerkovich
- États-Unis : 7 mars 2012 sur ABC

- États-Unis : 4,49 millions de téléspectateurs[34] (première diffusion)

- Jonathan Gabrus (the cashier)
- Johnny Kostrey (German soldier 1)
- Morgan Walsh (Julie)
- Brice Willams (Justin)
- Seth Morris (Scotty)
- Lidia Ryan (grandma Senka)

### Épisode 18:Soirée à six
- États-Unis : 14 mars 2012 sur ABC

- États-Unis : 5,27 millions de téléspectateurs[35] (première diffusion)

- Mikaela Hoover (Jackie)
- Brian Thomas Smith (Nick)

### Épisode 19:Tu dors, t'es mort
- États-Unis : 21 mars 2012 sur ABC

- États-Unis : 4,1 millions de téléspectateurs[36] (première diffusion)

- Bobby Moynihan (Corey)
- Stephen Guarino (Derrick)
- Gunnar Peterson (the gym manager)
- E.J. Callahan (Mr. Olsen)
- Stephanie Allynne (Stephanie)
- Sara Rodier (young Alex)

### Épisode 20:Impies mensonges
- États-Unis : 28 mars 2012 sur ABC

- États-Unis : 4,13 millions de téléspectateurs[37] (première diffusion)

- Mary Elizabeth Ellis (Daphne)
- Ben Falcone (Darren)
- Kristin Malko (Kate)
- Katie Silverman (9-year-old Penny)
- Ursula Burton (Susan)
- Lindsey Morgan (Tracy)

### Épisode 21:Quatre mariages et un enterrement (moins trois mariages)
- États-Unis : 4 avril 2012 sur ABC

- États-Unis : 3,67 millions de téléspectateurs[38] (première diffusion)

- Brian Austin Green (Chris)
- Stephen Guarino (Derrick)
- Nate Smith (Eric)
- Larry Wilmore (Mr. Forristal)
- Daniel Rhyder (Pitchy Pete)
- Michael Rubenstone (Hugh)
- Richard John Reliford (Jeff)

## Audiences aux États-Unis
| Épisode | Titre original                                                       | Chaîne | Date de diffusion originale | Audiences | Pdm sur les 18-49 ans |
| ------- | -------------------------------------------------------------------- | ------ | --------------------------- | --------- | --------------------- |
| 1       | "Blax, Snake, Home"                                                  | ABC    | 28 septembre 2011           | 7.25      | 3.1/8                 |
| 2       | "Baby Steps"                                                         | ABC    | 5 octobre 2011              | 6.70      | 2.8/7                 |
| 3       | "Yesandwitch"                                                        | ABC    | 12 octobre 2011             | 7.29      | 3.2/8                 |
| 4       | "Secrets and Limos"                                                  | ABC    | 19 octobre 2011             | 6.81      | 3.0/7                 |
| 5       | "Spooky Endings"                                                     | ABC    | 26 octobre 2011             | 8.33      | 3.5/9                 |
| 6       | "Lying Around"                                                       | ABC    | 2 novembre 2011             | 7.62      | 3.4/8                 |
| 7       | "The Code War"                                                       | ABC    | 16 novembre 2011            | 6.94      | 3.2/8                 |
| 8       | "Full Court Dress"                                                   | ABC    | 23 novembre 2011            | 7.11      | 2.6/7                 |
| 9       | "Grinches Be Crazy"                                                  | ABC    | 7 décembre 2011             | 6.38      | 2.8/7                 |
| 10      | "The Shrink, the Dare, Her Date and Her Brother"                     | ABC    | 4 janvier 2012              | 7.48      | 3.2/8                 |
| 11      | "Meet the Parrots"                                                   | ABC    | 11 janvier 2012             | 6.68      | 3.0/8                 |
| 12      | "Makin' Changes!"                                                    | ABC    | 18 janvier 2011             | 6.05      | 2.9/7                 |
| 13      | "The St. Valentine's Day Maxssacre"                                  | ABC    | 8 février 2012              | 6.70      | 2.9/7                 |
| 14      | "Everybody Loves Grant"                                              | ABC    | 15 février 2012             | 5.44      | 2.4/6                 |
| 15      | "The Butterfly Effect Effect"                                        | ABC    | 22 février 2012             | 5.45      | 2.4/6                 |
| 16      | "Cocktails & Dreams"                                                 | ABC    | 29 février 2012             | 5.94      | 2.7/7                 |
| 17      | "The Kerkovich Way"                                                  | ABC    | 7 mars 2012                 | 4.49      | 2.0/5                 |
| 18      | "Party of Six"                                                       | ABC    | 14 mars 2012                | 5.27      | 2.4/6                 |
| 19      | "You Snooze, You Bruise"                                             | ABC    | 21 mars 2012                | 4.10      | 1.8/5                 |
| 20      | "Big White Lies"                                                     | ABC    | 28 mars 2012                | 4.13      | 1.9/5                 |
| 21      | "Four Weddings and a Funeral (Minus Three Weddings and One Funeral)" | ABC    | 4 avril 2012                | 3.67      | 1.7/4                 |